# Cratere Jarry-Desloges
Jarry-Desloges  è un cratere sulla superficie di Marte.